# Bangladeschische Beachhandball-Nationalmannschaft der Frauen
Die bangladeschische Beachhandball-Nationalmannschaft der Frauen repräsentiert die Bangladesh Handball Federation als Auswahlmannschaft auf internationaler Ebene bei Länderspielen im Beachhandball gegen Mannschaften anderer nationaler Verbände.
Das männliche Pendant ist die Bangladeschische Beachhandball-Nationalmannschaft der Männer.

## Geschichte
Bangladesch ist im Beachhandball eine vergleichsweise junge Nation. Bislang wurde nur einmal, für die Asian Beach Games 2016, eine Nationalmannschaft zusammengestellt, die dort den neunten und damit letzten Platz belegte.

## Teilnahmen
| World Games - 2001: nicht eingeladen - 2005: nicht eingeladen - 2009: nicht eingeladen - 2013: nicht qualifiziert - 2017: nicht qualifiziert - 2022: nicht qualifiziert World Beach Games - 2019: nicht qualifiziert - 2023: nicht qualifiziert | Weltmeisterschaften - 2004: nicht qualifiziert - 2006: nicht qualifiziert - 2008: nicht qualifiziert - 2010: nicht qualifiziert - 2012: nicht qualifiziert - 2014: nicht qualifiziert - 2016: nicht qualifiziert - 2018: nicht qualifiziert - 2020: nicht qualifiziert - 2022: nicht qualifiziert | Asienmeisterschaften - 2004: keine Teilnahme - 2013: keine Teilnahme - 2015: keine Teilnahme - 2017: keine Teilnahme - 2019: keine Teilnahme - 2022: keine Teilnahme - 2023: keine Teilnahme | Asian Beach Games - 2008: keine Teilnahme - 2010: keine Teilnahme - 2012: keine Teilnahme - 2014: keine Teilnahme - 2016: 9. - 2023: |